# Equisetum lyi
Equisetum lyi là một loài dương xỉ trong họ Equisetaceae. Loài này được H. Lév. mô tả khoa học đầu tiên năm 1906.
Danh pháp khoa học của loài này chưa được làm sáng tỏ. 